# Павильон под флагом
Павильон под флагом — павильон, расположенный в восточной части Елагина острова, входящий в ансамбль Елагина дворца.

## История
Елагин остров был куплен Александром I для своей матери, вдовствующей императрицы Марии Федоровны, в начале XIX века. Перестроить бывший дом Ивана Елагина было поручено Карлу Росси, что он и сделал в 1818—1822 годах. Параллельно с дворцом был разбит и обустраивался парк. Также строились павильоны, входящие в дворцовый ансамбль. После смерти Марии Фёдоровны дворец стал местом отдыха членов семьи Романовых, а позже — резиденцией премьер-министров.
Павильон под флагом был одной из ранних работ Карла Росси, он был построен в 1824—1825 годах в стиле классицизма.
Павильон находится на восточной стрелке Елагина острова, в месте разлива Невы на Среднюю и Большую Невки. Так как на остров обычно добирались на лодке, «Павильон под флагом», можно сказать, был зданием пристани. Когда хозяйка приезжала во дворец, на флагштоке павильона появлялся Андреевский флаг.
Павильон был отреставрирован в 2001—2002 гг., на средства Мирового Фонда памятников в Великобритании, как гласит табличка, расположенная на фасаде. В ходе реставрации было обнаружено подвальное помещение XVIII века, назначение которого до сих пор точно не определено. Судя по всему, на месте павильона ранее существовала какая-то постройка, которую позже перестроил Росси.

## Архитектурный ордер
Павильон представляет собой ротонду, вписанную в прямоугольное сооружение. Внешне он чем-то напоминает небольших размеров античный храм. Ротонда состоит из десяти дорических колонн, являющихся вариацией каннелированных колонн. Каннелюры расположены до середины стволов, дальше стволы не декорированы. Баз у колонн нет. В капителях — абаки и эхины. В антаблементе архитрав, фриз, в котором присутствуют пустые метопы и чередующиеся с ними триглифы, под ними — гутты. Под выносной плитой карниза расположены мутулы.
Западная часть фасада, обращенная к парку, обрамлена восьмью дорическими колоннами. Над арочными окнами с крупной расстекловкой, под которыми располагаются балюстрады, а также входной группой, расположены панно с барельефами. Они изображают растительные гирлянды, бандероль, маскароны в медальонах. Такие барельефы украшают восточный, а также северный и южный фасады павильона.
Арочные дверные проемы восточного фасада увенчаны растительными венками и бандеролями. Также по обе стороны колонн фасад украшают чугунные вазоны для цветов, внешне напоминающие жертвенники. Верхняя часть ваз декорирована маскаронами, изображающими бараньи головы. Основание ваз представляет собой львиные лапы. Внутри павильона находятся небольшие, симметрично расположенные комнаты, соединенные тамбуром. Интерьер павильона был украшен гризайлью, которая впоследствии была утрачена.
Овальный портик «Павильона под флагом» как бы образует террасу, которая выходит к полукруглой гранитной пристани с широкой лестницей. По эскизам Карла Росси была создана решетка, обрамляющая спуск к воде. Оттуда открывается вид на Ушаковский мост, Приморский проспект и панораму Каменного острова.
«Павильон по флагом» является ярким примером классической архитектуры, несмотря на свои небольшие размеры. Строгая композиция павильона точно передает эстетику классической архитектуры и не лишена динамики, которая была достигнута благодаря чередующимся декоративным элементам, таким как, например, растительные мотивы барельефных панно.